# Лексингтън (CV-2)
Вижте пояснителната страница за други значения на Лексингтън.
„Лексингтън“ (на английски: USS Lexington CV-2) е самолетоносач от ВМС на Съединените щати, експлоатиран в периода от 1925 до 1942 година. Наречен е в чест на битката при Лексингтън, Масачузетс, провела се през 1775 година по време на Американската война за независимост, и е четвъртият поред американски боен кораб с това име. Негов кораб близнак е самолетоносачът „Саратога“ (CV-3).

## История
„Лексингтън“ е спуснат на вода през 1925 година. Приет е на въоръжение на 14 декември 1927 година.
Отначало корабът е заложен за строеж като линеен крайцер (Lexington СС-1), но след решенията на Вашингтонската конференция е взето решение за преустрояването на готовия на 33,8% кораб в самолетоносач. (По подобен начин стоят нещата и с близнака му Саратога (CV-3)).
Първоначално запазва тежките си оръдия – на десния борд е разположена масивна надстройка, обкръжена отпред и отзад с по две двойки 8-дюймови (203-милиметрови) оръдия. Корпусът до полетната палуба е брониран.
Корабът има двуетажен хангар, спасителни лодки и притежава катапулт за изстрелване на самолети на носа. В наследство от крайцера, на базата на който е построен, притежава турбоелектрическа генераторна система с четири парни турбогенератора, подаващи електричество на 8 електродвигателя, поставени по два на всеки задвижващ винт.

## Пърл Харбър и преустройство
След влизането на кораба в състава на американския военноморски флот, негова база става Пърл Харбър на о-в Оаху, Хаваи. Два дни преди японското нападение над базата, Лексингтън е изпратен да превозва самолети към атола Мидуей за подсилване на гарнизона на острова (така избягва участта на останалите кораби в Пърл Харбър, които са потопени или тежко повредени). Когато базата е атакувана, съединението му се намира все още на 230 морски мили източно от целта си. Лексингтън получава заповед за незабавно завръщане и по обратния път корабите и самолетите от групата му претърсват района за японски подводници в района на Хавайските острови и издирват японския флот.
Малко по-късно, с оглед на изводите от въздушното нападение над Пърл Харбър, Лексингтън срочно е преустроен – свалени са тежките 203-мм оръдия, както и 4 от 127-милиметровите и са заменени с 20-мм зенитни оръдия за повишаване на противовъздушната отбрана на кораба.

## Бойна биография
Първата бойна операция на Лексингтън е неуспешният опит да бъде удържан атола Уейк, атакуван от японците веднага след нападението над Пърл Харбър. Лексингтън действа съвместно със Саратога. Заповедите са неговото съединение да нанесе отвличащ вниманието удар по атола Джалиут на Маршаловите острови, докато в това време съединението на Саратога трябва да удари експедиционните японски сили, атакуващи Уейк. Докато е на път към целта си, разузнаването донася, че на Джалиут не са открити японски бази и Лексингтън получава заповед да се присъедини към Саратога. Но гарнизонът на Уейк не дочаква помощта, а капитулира на 23 декември и корабите се връщат в Пърл Харбър.
След това Лексингтън обезпечава далечното прикритие на съединенията, които правят рейдове срещу японските бази на Гилбъртовите и Маршаловите острови и участва в охраната на конвои.
В началото на 1942 г. е изпратен на рейд срещу японската база в Рабаул на о-в Нова Британия. Сутринта на 20 февруари американското съединение е открито от две японски летящи лодки от Рабаул и въпреки че са свалени от американците, японците разбират за приближаването им. Силите на САЩ все още не могат да атакуват базата – разстоянието от 15 мили, на което се намират, е по-голямо от радиуса на действие на вече остарелите торпедоносци TBD Devastator, но това разстояние не е пречка за базовата авиация на японците. Следобед радарът на Лексингтън открива на 85 мили противникови самолети с курс към американските кораби. Това са две групи от по 9 бомбардировача G4M „Бети“, срещу които излитат изтребителите на самолетоносача. Във въздушния бой са свалени 16 японски самолета, при загубата на два свои F4F. Въпреки това атаката над Рабаул е отменена, поради загубата на елемента на изненада.
На 6 март Лексингтън се присъединява към самолетоносача Йорктаун. Взето е решение за нов удар по Рабаул, този път със силите на двата самолетоносача, но скоро след излизането им в открито море, двете съединения са пренасочени срещу японските десанти в Лае и Саламауа в северната част на о-в Нова Гвинея. Ударът срещу японските експедиционни сили е проведен на 10 март от пределна далечина, за да не се повтори случаят с първата атака срещу Рабаул. Бреговите цели са бомбардирани без особен успех, но са потопени вспомагателният крайцер Конго-мару, 6000-тонен транспортен кораб и голям миночистач, като е загубен само един пикиращ бомбардировач от Лексингтън. Тази атака обаче не успява да спре японците, които прехвърлят изтребители на острова и блокират опитите за повтарянето ѝ.

## Коралово море и гибелта на Лексингтън
Битката в Коралово море се състои на 6 – 8 май 1942 г. В нея Лексингтън участва отново заедно с Йорктаун. На 7 май самолети от двата кораба потапят лекия самолетоносач Шохо. На 8 май е решителното сражение. Американците атакуват и повреждат тежкия самолетоносач Шокаку, но в същото време американските самолетоносачи попадат под удара на японската палубна авиация. Атаката започва в 11:18 ч. Два торпедоносеца B5N Кейт са свалени преди да хвърлят торпедата си, но 6 други атакуват Лексингтън от две страни. Първият заход е безрезултатен – три торпеда минават зад кърмата, две покрай десния борд и едно паралелно с тях край десния, но следващите ги три торпедоносеца хвърлят торпедата си от дистанция по-малко от 650 м. Две от тях попадат в левия борд – в носовата част и под надстройката. В същото време корабът е поразен и от две 60-кг авиобомби, други бомби падат близо до кораба, като деформират и разрушават обшивката в подводната му част. В 12:47 избухва взрив в хангарната палуба, започват да се взривяват боеприпасите, на кораба избухват пожари.
Въпреки това Лексингтън продължава да приема и изпраща самолети от палубата си. Но в 14:45 избухва нов взрив, причинен от бензиновите пари на самолетното гориво и половин час след това самолетоносачът прекратява полетната работа, отправяйки молба до Йорктаун да приеме неговите самолети. Въпреки усилията на екипажа да овладее ситуацията, взривовете и пожарите продължават и в 17:07 е издадена заповед за напускането на кораба, като на него остават само аварийните групи, които подготвят наводняването му, за да не бъде пленен от японците. Спасени са 2735 души, загиват и изчезват безследно 216 души. За да е сигурно, че няма да попадне в японски ръце, горящият кораб е потопен от американския разрушител „Фелпс“, който изстрелва в него две торпеда от разстояние 1500 ярда (1370 м).